# Edzard
Edzard ist eine Vornamensvariante von Ekkehard.

## Namensträger

### Einzelname
- Edzard Cirksena († 1441), Häuptling zu Greetsiel, Norden, Emden und im Brokmerland
- Edzard I. (1462–1528), Graf von Ostfriesland
- Edzard II. (1532–1599), Graf von Ostfriesland
- Carl Edzard (1716–1744), Fürst von Ostfriesland

### Vorname
- Edzard Blanke (1935–2011), deutscher Politiker (CDU)
- Edzard Ehrle (* 1995), deutscher Schauspieler
- Edzard Ernst (* 1948), deutsch-britischer Hochschulmediziner und Alternativmedizin-Forscher
- Edzard Ferdinand (1636–1668), deutscher Adliger
- Gralf-Edzard Habben (1934–2018), deutscher Bühnenbildner
- Edzard Hobbing (1909–1974), deutscher Bildhauer
- Edzard Hüneke (* 1971), deutscher A-cappella-Sänger und Autor (Wise Guys)
- Edzard zu Innhausen und Knyphausen (1827–1908), Großgrundbesitzer und Politiker aus Ostfriesland
- Edzard Moritz zu Innhausen und Knyphausen (1748–1824), Präsident der Ostfriesischen Landschaft
- Edzard Adolf von Petkum (1643–1721), ostfriesischer Vizekanzler und mecklenburgischer erster Minister
- Edzard Reuter (1928–2024), deutscher Manager
- Edzard Schaper (1908–1984), deutscher Schriftsteller
- Edzard Schmidt-Jortzig (* 1941), deutscher Jurist und Politiker (FDP)
- Edzard Schoppmann (* 1958), deutscher Regisseur, Schauspieler und Theater-Autor
- Edzard Visser (* 1954), deutscher Altphilologe und Gymnasialdirektor
- Edzard Wüstendörfer (1925–2016), deutscher Theaterschauspieler und Sprecher
- Edzard Zollikofer (1906–1986), Schweizer Agrarwissenschaftler und Hochschullehrer

### Familienname
- Christine Edzard (* 1945), französische Filmregisseurin, Drehbuchautorin und Kostümbildnerin
- Cornelius Edzard (1898–1962), deutscher Flieger
- Dietz Edzard (1893–1963), deutscher Maler
- Dietz Otto Edzard (1930–2004), deutscher Altorientalist und Lehrstuhlinhaber
- Georg Elieser Edzard (1661–1737), deutscher Theologe, Orientalist und Missionar
- Kurt Edzard (1890–1972), deutscher Bildhauer
- Lutz Eberhard Edzard (* 1962), deutscher Arabist